# Johann Jakob Schneider (Theologe)
Johann Jakob Schneider (* 8. Februar 1797 in Basel; † 24. März 1859 in Betberg; auch Johann Jacob Schneider geschrieben) war ein deutsch-schweizerischer Mundartdichter, Dichter, Pfarrer und Schriftsteller.

## Leben
Schneider war der Sohn des Basler Buchdruckers und Buchhändlers Felix Schneider. Er kam mit zehn Jahren in eine Erziehungsanstalt in Alpirsbach, wo er mit Albert Knapp Freundschaft schloss. 1811 begann er an der Universität Basel ein Theologie-Studium. Wohl auch unter dem Einfluss des Vaters wendete er sich auch den Lehren der Herrnhuter Brüdergemeine zu. Er wirkte zunächst in Basel und anderen schweizerischen Orten als Vikar, bevor er 1820 von der Evangelischen Landeskirche in Baden als Vikar in Altenheim und danach als Pfarrverweser für Grenzach bei Basel angestellt wurde. 1820 bekam er eine Pfarrei in Weiler und 1824 in Obereggenen. Der heutige Lörracher Ortsteil Tüllingen war ab 1832 seine nächste Station, gefolgt von Feldberg (1840). Kurz nachdem er zu Beginn des Jahres 1859 eine Pfarrstelle in Betberg bei Buggingen antrat, verstarb er an einem Herzleiden.
Schneider verfasste neben Gedichten auch eine Beschreibung des Badischen Oberlandes.
Er wurde bekannt als Dichter geistlicher Lieder. Schon seit dem Jahre 1823 hatte er diese in verschiedenen Zeitschriften veröffentlicht. Einige seiner Dichtungen wurden auch in Gesangbücher aufgenommen.

## Werke
- Das badische Oberland. Lörrach, 1841 Digitalisat der BLB Karlsruhe
- Allemannische Gedichte. Lörrach, 1842
- Zeitgedichte. Basel, 1847
- Die christlichen Sänger des neunzehnten Jahrhunderts. Auswahl des Besten und Schönsten aus dem Gebiete der rein-christlichen Poesie unserer Zeit, als Morgen- und Abendopfer für häusliche Erbauung auf alle Tage im Jahre.
- Zeitgedichte für Baden. 1849
- Glas oder Diamant! Sendschreiben an Herrn Dr. Alban Stolz in Freiburg. Als Erwiderung auf seine Schrift: Diamant oder Glas. Heidelberg 1851
- Die Zukunft des Herrn. Lieder und Gesänge. (1852)